# Sergio Bruni
Sergio Bruni (ur. jako Guglielmo Chianese 15 września 1921 w Villaricca, zm. 22 czerwca 2003 roku w Rzymie) – włoski piosenkarz.
Razem z takimi piosenkarzami jak: Roberto Murolo, Renato Carosone i Aurelio Fierro należał do najwybitniejszych interpretatorów piosenki neapolitańskiej. Dwukrotny zwycięzca Festiwalu Piosenki Neapolitańskiej (1962 i 1966).

## Życiorys
Sergio Bruni był typowym przedstawicielem neapolitańskiej tradycji pieśniarskiej odznaczającej się przeciągłym, dramatycznym śpiewem i charakterystycznym akcentowaniem słów.
Karierę piosenkarską rozpoczął 14 maja 1944 roku w Teatro Reale di Napoli; w roku następnym, 21 października, wygrał konkurs w kategorii: nowe głosy, organizowany przez telewizję RAI, utwierdzając następnie swoją pozycję „śpiewaka radiowego” występami z orkiestrą Radio Napoli, kierowaną przez Gino Campese.
W 1948 roku, pod nowym dyrygentem Giuseppe Anepeta, osiągnął dalsze sukcesy dzięki mikrofonom radiowym a jego popularność wzrosła jeszcze bardziej kiedy w 1950 roku wziął udział w Festiwalu w Piedigrotta (dzielnica Neapolu) śpiewając piosenkę „Surriento d’e nnammurate”. Festiwal w Piedigrotta przekształcił się w 1952 roku w Festiwal Piosenki Neapolitańskiej. Sergio Bruni od początku uczestniczył w jego kolejnych edycjach. Jego największe przeboje z lat 50. to m.in.: „Piscaturella”, „Malafemmena”, „Margellina”, „A Luciana”, „'O ritratto 'e Nanninella”.
Sergio Bruni uczestniczył też w kilku Festiwalach w San Remo, gdzie najpierw zaznaczył swą obecność szlagierem „Il mare” (1960), a następnie osiągnął życiowy sukces w 1962 roku kiedy to zajął drugie i trzecie miejsce z piosenkami: „Tango italiano” i „Gondolì gondolà”.
Sergio Bruni zwyciężył dwukrotnie w Festiwalu Piosenki Neapolitańskiej: w 1962 roku piosenką „Marechiaro, marechiaro!” i w 1966 piosenką „Bella”; był to szczyt jego popularności jako artysty.
Później, gdy jego sława przygasła, Sergio Bruni poświęcił się wykonywaniu klasycznej pieśni neapolitańskiej współpracując z poetą Salvatore Palomba. Owocem tej współpracy jest między innymi album Levate a’ maschera Pulecinella (1975), który stał się w roku następnym kanwą do sztuki telewizyjnej i teatralnej.